# 成核
成核（也称形核、核化）是相变初始时的“孕育阶段”。天空中的云、雾、雨，燃烧生成的烟，冰的结晶，汽水、啤酒的冒出的泡等的形成，均为成核现象。
成核现象需要成核位点（nucleation site）才可发生。汽化时，液相分子聚集于固相物质上面，分子不断碰撞使得能量聚集，进而形成“汽化中心”；结晶时，若使局部的溶质浓度升高而导致晶体碰撞次数增加，则结晶的晶形构造加快，从而形成“结晶中心”。晶核（英語：crystal nucleus）为晶体的生长中心。晶核的成核有两种形式：初级成核（包括初级均相成核和初级非均相成核）及二次成核。在高于饱和度的情况下，溶液自发形成晶核的过程，称作初级均相成核；若晶核是在溶液外来物的诱导下生成，则称其为初级非均相成核；晶核如在含有溶质晶体的溶液中生成，则称为二次成核。

## 例子

### 液体/气体成核
- 云的形成来源于潮湿的空气上升到一定高度受到冷却后，小水滴从过饱和的空气中成核而来[1]。小水滴的成核是异质的（heterogeneous），其成核点也被称作云凝结核。人工降雨正是利用了此原理，在可能降雨的云层中撒播人工降雨剂以加强成核效率。
- 碳酸水在被开启后，二氧化碳气泡在容器表面成核。

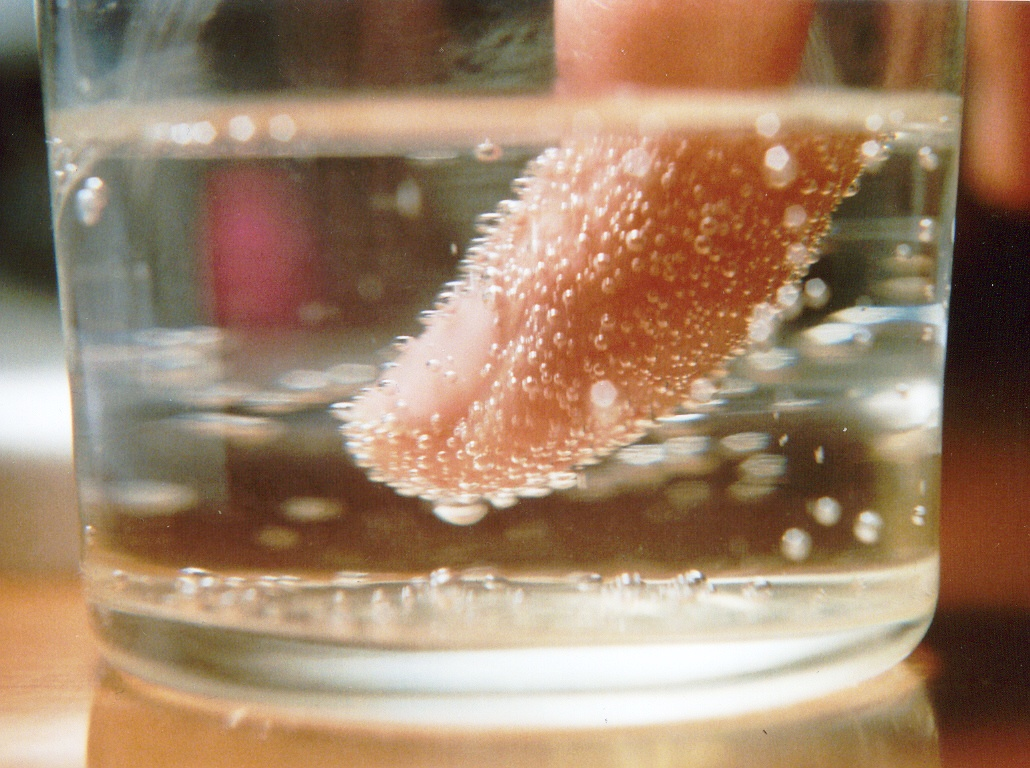
二氧化碳气泡在手指的形核位置。

- 可樂加曼陀珠噴發現象缘于曼妥思糖果外壳的许多小孔为可乐中二氧化碳的成核反应提供了巨大的表面积。
- 气泡室和云室的工作原理均基于成核现象。

### 晶体成核
- 地球上最常见的结晶现象应该是冰的形成。纯净的液态水在0°C时，如果液体中没有任何冰晶则不会结冰，需要冷却到更低的温度才开始结冰。[1]
- 我们日常使用的不少材料都是从液体中生产出的晶体，例如铁具是由铁水倒入模具铸造而成的；因此这些材料的成核在工业中被广泛研究[2]。在化学工业中，制造被用作催化剂的金属超分散粉末（metallic ultradispersed powder）也有运用到成核，例如在TiO2纳米颗粒上沉积铂（被用于从水中催化获取氢气的催化剂）[3]。成核也是半导体工业中重要的考虑因素，因为半导体中的能隙也受到纳米团簇大小的影响[4]。

## 延伸阅读
- （繁體中文）陳進成：雲、雨、霧的形成——談日常生活中的成核現象 （页面存档备份，存于）
- （繁體中文）汽水中的氣泡 （页面存档备份，存于）